# Romy and Michele's High School Reunion
Romy and Michele's High School Reunion (en español: Romy y Michele) es una película estadounidense de comedia de 1997, dirigida por David Mirkin y protagonizada por Mira Sorvino y Lisa Kudrow.
La trama gira en torno a dos mujeres que parecen no haber tenido mucho éxito en la vida por lo que deciden inventar carreras falsas para impresionar a sus excompañeras en su reencuentro de exalumnos de diez años después. Los personajes provienen de la obra de teatro The Ladies Room, en la que también participó Kudrow. La película recibió críticas generalmente positivas de parte de los críticos y se considera una obra de culto.

## Argumento
Romy White (Mira Sorvino) y Michele Weinberger (Lisa Kudrow) son dos amigas cabezas huecas de 28 años de edad, que viven en un apartamento en Los Ángeles, California. Romy trabaja como cajera en el departamento de servicio de un concesionario de Jaguar y Michele es una desempleada. Ambas solteras y viviendo una vida fiestera. Después de 10 años de una vida relajada, Romy se encuentra en el concesionario con una excompañera de la escuela secundaria, Heather Mooney (Janeane Garofalo), quien le informa sobre una reunión de secundaria en su ciudad natal, Tucson, Arizona. 
Desesperadas por dar una buena impresión, Romy y Michele hacen un último intento para conseguir novios, mejores trabajos, perder peso y tratar de no pasar de nuevo por las mismas humillaciones que sufrieron en sus días en Segebrush High, sobre todo por las A-group, dirigidas por la porrista Christie Masters (Julia Campbell). Al fracasar con el intento de conseguir trabajos y novios, Romy y Michele deciden fingir que tienen éxito al presentarse en un coche caro y con trajes de negocios. En su afán, crean una historia impresionante, afirmando que son unas mujeres de negocios que inventaron las Post-it. Durante el camino empiezan a discutir sobre quién es más guapa, comparándose con Mary Richards y Rhoda Morgenstern de la serie The Mary Tyler Moore Show, y sobre cual de las dos sería lo suficientemente inteligente como para crear las Post-it, terminando en una disputa. 
Cuando llegan a la reunión, cada una se va por su lado. Romy afirma que ella inventó las Post-it, mientras que Michele la mira con desdén. Michele convence a las chicas del A-Group de que ella inventó una especie de pegamento para las Post-it. Sandy Frink (Alan Cumming), el nerd que estaba enamorado de Michele en la secundaria, resulta ser un muy rico y atractivo hombre, sorprendiendo así a Michele. Luego, Romy y Michele ganan el premio como las más exitosas de su promoción, pero continúan con sus diferencias. 
70 años después, Michele ya anciana, se entera de que Romy está muy enferma. Michele la llama para hacer las paces, pero terminan discutiendo sobre el mismo tema que habían tenido hace mucho tiempo en el carro. Romy muere y no tienen la oportunidad de resolver sus problemas. Michele despierta en el coche frente al hotel donde se celebraba la reunión y se da cuenta de que todo fue un sueño. En la reunión, Romy empieza a contar que ha inventado las Post-it. Michele en cambio, solo habla de su pelea con Romy. Luego, Heather revela, sin saber, que ellas no han inventado las Post-it, causando que las chicas del A-Group se burlen de ellas. 
Humilladas, Romy y Michele resuelven sus diferencias y deciden ser solo ellas mismas, sin preocuparse de las opiniones de las otras personas. Cambian su ropa de mujeres empresarias para ponerse uno de sus trajes coloridos confeccionados por ellas mismas. Luego se enfrentan a Christie por todas las burlas que tuvieron que soportar en el pasado y en la reunión. 
Una compañera, Lisa Luder (Elaine Hendrix), una exmiembro del A-Group, que desde hace tiempo había perdido el contacto con ellas habiendo cambiado su forma de ser y que se había convertido en una editora exitosa de la revista Vogue, da su opinión profesional sobre los trajes que han diseñado Romy y Michele. Christie se queda en blanco, mientras que todo el mundo felicita a Romy y Michele por sus diseños. 
Luego, en una coincidencia con el sueño de Michele, Sandy llega en un helicóptero resultando ser realmente multimillonario, habiendo hecho su fortuna por una goma que inventó. Cuando Sandy llega al hotel, Christie inmediatamente intenta acercarse a él, pero Sandy le hace caso omiso y en su lugar se acerca a hablar con Romy y Michele. Michele se da cuenta de que Sandy es el más exitoso de su promoción. Sandy le menciona a Michele que a pesar de toda su riqueza y el éxito que tiene, no la tiene a ella. Luego, Sandy saca a bailar a Michele, quien acepta a cambio de que Romy se les una en la pista de baile. Después de una danza interpretativa de la canción «Time After Time» de Cyndi Lauper, los tres reciben aplausos del resto de la clase. Tras ello, Sandy escolta a Romy y Michele hasta su helicóptero y los tres se retiran del lugar. Seis meses después, en Los Ángeles, Romy y Michele abren una tienda de ropa con la ayuda de Sandy.

## Reparto
- Mira Sorvino como Romy White: una cajera del departamento de servicio de un concesionario de autos. En la preparatoria, era impopular y sufría acoso escolar frecuente. Es la mejor amiga de Michele desde la preparatoria.
- Lisa Kudrow como Michele Weinberger: una chica despreocupada. En el instituto, era impopular y sufría acoso escolar frecuente, además de ser objeto de burlas por su corsé para la escoliosis.
- Janeane Garofalo como Heather Mooney: una empresaria que inventó el papel de un tipo especial de cigarrillo. En la preparatoria, era problemática e insegura. Con frecuencia faltaba a clases y se escondía detrás del edificio de la escuela para fumar. También estaba enamorada de Sandy.
- Camryn Manheim como Toby Walters: una mujer optimista que organiza la reunión de exalumnos del colegio. En la preparatoria, formó parte del comité del anuario y sufrió acoso escolar por parte de Heather.
- Alan Cumming como Sandy Frink: un empresario rico y exitoso que inventó un tipo especial de goma. En el instituto, era un friki impopular que estaba enamorado de Michele, pero no era correspondido.
- Julia Campbell como Christy Masters: una ama de casa casada con Billy, tiene dos hijos y está embarazada de su tercer hijo. En la preparatoria, era una animadora popular y líder del A-group, el grupo más popular de la escuela, donde acosaba a Romy y Michele. En la preparatoria, soñaba con ser presentadora de televisión.
- Mia Cottet como Cheryl Quick: una miembro del A-group que está embarazada.
- Kristin Bauer como Kelly Possenger: una miembro del A-group que está embarazada.
- Elaine Hendrix como Lisa Luder: la editora asistente de moda de Vogue. En la secundaria, era miembro del A-group.
- Vincent Ventresca como Billy Christianson: un plomero alcohólico que trabaja para su suegro. Está casado con Christie y tiene dos hijos, aunque su matrimonio es tenso y no está seguro de si el último embarazo de Christie se debe a él. En el instituto, era un deportista popular y atractivo del que Romy estaba enamorada.
- Justin Theroux como Clarence el Vaquero: un paria que fumaba cerca de Heather en la escuela secundaria.
- Jacob Vargas como Ramón: el compañero de trabajo de Romy, quien se siente atraído por ella.
- Rick Pasqualone como Mark Black.
- Tate Taylor como Casey Deegan.
- Pat Crawford Brown como la camarera de una parada de camiones.
- Deezer D como un chico de servicio.

## Doblaje
| Personaje          | Actor original    | Actor de doblaje       | Actor de doblaje          |
| Personaje          | Actor original    | Hispanoamérica         | España                    |
| ------------------ | ----------------- | ---------------------- | ------------------------- |
| Romy White         | Mira Sorvino      | Patricia Palestino     | Victoria Angulo           |
| Michele Weinberger | Lisa Kudrow       | Claudia Garzón         | Pepa Castro               |
| Heather Mooney     | Janeane Garofalo  | Rebeca Manríquez       | Gloria Núñez              |
| Sandy Frink        | Alan Cumming      | Luis Daniel Ramírez    | Guillermo Romero          |
| Christy Masters    | Julia Campbell    | Rommy Mendoza          | Eva Díez                  |
| Billy Christianson | Vincent Ventresca | Sergio Gutiérrez Coto  | Claudio Serrano           |
| Lisa Luder         | Elaine Hendrix    | Yotzmit Ramírez        | Marta García              |
| Toby Walters       | Camryn Manheim    | Gabriela Michel        | Ana Ángeles García        |
| Kelly Possenger    | Kristin Bauer     | Cony Madera            | Isabel Fernández Avanthay |
| Cheryl Quick       | Mia Cottet        | María Fernanda Morales |                           |
| Ramón              | Jacob Vargas      | Gabriel Cobayassi      |                           |
| Clarence           | Justin Theroux    |                        | Juan Antonio Arroyo       |

## Banda sonora
En 1997, Hollywood Records lanzó dos álbumes de la banda sonora con música de la película Romy y Michele. El primer álbum, titulado «Original Soundtrack», se lanzó diez días antes del estreno oficial de la película en Norteamérica, mientras que el segundo, «More Music From the Motion Picture», se lanzó cuatro meses después. Debido a problemas de derechos de autor, varias canciones que aparecieron en la película no aparecieron en ninguno de los álbumes. Entre las canciones omitidas se incluyen la canción de apertura de la película, «Just a Girl» de No Doubt; «YMCA» de Village People; «Addicted to Love» de Robert Palmer; «Time After Time» de Cyndi Lauper; «Ain't No Love (Ain't No Use)» de Sub Sub, con la participación de Melanie Williams; «Footloose» de Kenny Loggins; «Hello Trouble» de The Desert Rose Band; «Don't Get Me Wrong» de The Pretenders; y «Have a Good Time» de Talawah Crew. Ambos álbumes se reeditaron en un set de dos CD como parte de la serie Double Features.

### Banda sonora original
| N.º | Título                                          | Escritor(es)                                                  | Intérpretes      | Duración |  |
| 1.  | «Our Lips Are Sealed»                           | Terry Hall y Jane Wiedlin                                     | The Go Go's      | 2:45     |  |
| 2.  | «Venus»                                         | Robbie van Leeuwen                                            | Bananarama       | 3:39     |  |
| 3.  | «(There's) Always Something There to Remind Me» | Burt Bacharach y Hal David                                    | Naked Eyes       | 3:41     |  |
| 4.  | «Dance Hall Days»                               | Darren Costin, Nick Fieldman y Jack Hues                      | Wang Chung       | 3:58     |  |
| 5.  | «Turning Japanese»                              | David Fenton                                                  | The Vapors       | 3:44     |  |
| 6.  | «Blood and Roses»                               | Pat DiNizio                                                   | The Smithereens  | 3:46     |  |
| 7.  | «Karma Chameleon»                               | George O'Dowd, Jon Moss, Mikey Craig, Roy Hay y Phil Pickett  | Culture Club     | 4:12     |  |
| 8.  | «I Want Candy»                                  | Bert Berns, Bob Fieldman, Jerry Goldstein y Richard Gottehrer | Bow Wow Wow      | 2:46     |  |
| 9.  | «Everybody Wants to Rule the World»             | Roland Orzabal, Ian Stanley y Chris Hughes                    | Tears for Fears  | 4:12     |  |
| 10. | «Heaven Is a Place on Earth»                    | Rick Nowels y Ellen Shipley                                   | Belinda Carlisle | 4:11     |  |
| 11. | «We Got the Beat»                               | Charlotte Caffey                                              | The Go Go's      | 2:30     |  |

### Música adicional
| N.º | Título                                    | Escritor(es)                                                                        | Intérpretes     | Duración |  |
| 1.  | «Our Lips Are Sealed»                     | Terry Hall y Jane Wiedlin                                                           | The Go-Go's     | 2:45     |  |
| 2.  | «Bad Case of Loving You (Doctor, Doctor)» | Moon Martin                                                                         | Robert Palmer   | 3:11     |  |
| 3.  | «Whip It»                                 | Gerald Casale y Mark Mothersbaugh                                                   | Devo            | 2:38     |  |
| 4.  | «Stayin' Alive»                           | Barry Gibb, Robin Gibb, Maurice Gibb, Dale Longworth, Kevin O'Toole y Ricardo Lythe | N-Trance        | 4:02     |  |
| 5.  | «She Blinded Me with Science»             | Thomas Dolby y Jo Kerr                                                              | Thomas Dolby    | 5:08     |  |
| 6.  | «Cruel Summer»                            | Sara Dallin, Siobhan Fahey, Steve Jolley, Tony Swain y Keren Woodward               | Bananarama      | 3:29     |  |
| 7.  | «No One Is to Blame»                      | Howard Jones                                                                        | Howard Jones    | 4:11     |  |
| 8.  | «Steppin' Out»                            | Joe Jackson                                                                         | Joe Jackson     | 4:19     |  |
| 9.  | «You Keep Me Hangin' On»                  | Holland-Dozier-Holland                                                              | Kim Wilde       | 4:15     |  |
| 10. | «I Think We're Alone Now»                 | Ritchie Cordell                                                                     | Tiffany Darwish | 3:47     |  |
| 11. | «Be My Lover»                             | Melanie Thornton, Uli Brenner, Gerd Amir Saraf y Lane McCray                        | La Bouche       | 4:00     |  |
| 12. | «Together Forever»                        | Stock Aitken Waterman                                                               | Rick Astley     | 3:24     |  |

### Romy y Michele: Reedición de Double Features
| N.º | Título                                          | Escritor(es)                                                                        | Intérpretes      | Duración |  |
| 1.  | «Our Lips Are Sealed»                           | Terry Hall y Jane Wiedlin                                                           | The Go Go's      | 2:45     |  |
| 2.  | «Venus»                                         | Robbie van Leeuwen                                                                  | Bananarama       | 3:39     |  |
| 3.  | «(There's) Always Something There to Remind Me» | Burt Bacharach y Hal David                                                          | Naked Eyes       | 3:41     |  |
| 4.  | «Dance Hall Days»                               | Darren Costin, Nick Fieldman y Jack Hues                                            | Wang Chung       | 3:58     |  |
| 5.  | «Turning Japanese»                              | David Fenton                                                                        | The Vapors       | 3:44     |  |
| 6.  | «Blood and Roses»                               | Pat DiNizio                                                                         | The Smithereens  | 3:46     |  |
| 7.  | «Karma Chameleon»                               | George O'Dowd, Jon Moss, Mikey Craig, Roy Hay y Phil Pickett                        | Culture Club     | 4:12     |  |
| 8.  | «I Want Candy»                                  | Bert Berns, Bob Fieldman, Jerry Goldstein y Richard Gottehrer                       | Bow Wow Wow      | 2:46     |  |
| 9.  | «Everybody Wants to Rule the World»             | Roland Orzabal, Ian Stanley y Chris Hughes                                          | Tears for Fears  | 4:12     |  |
| 10. | «Heaven Is a Place on Earth»                    | Rick Nowels y Ellen Shipley                                                         | Belinda Carlisle | 4:11     |  |
| 11. | «We Got the Beat»                               | Charlotte Caffey                                                                    | The Go Go's      | 2:30     |  |
| 12. | «Everybody Have Fun Tonight»                    | Nick Feldman, Jack Hues y Peter Wolf                                                | Wang Chung       | 4:44     |  |
| 13. | «Bad Case of Loving You (Doctor, Doctor)»       | Moon Martin                                                                         | Robert Palmer    | 3:11     |  |
| 14. | «Whip It»                                       | Gerald Casale y Mark Mothersbaugh                                                   | Devo             | 2:38     |  |
| 15. | «Stayin' Alive»                                 | Barry Gibb, Robin Gibb, Maurice Gibb, Dale Longworth, Kevin O'Toole y Ricardo Lythe | N-Trance         | 4:02     |  |
| 16. | «She Blinded Me with Science»                   | Thomas Dolby y Jo Kerr                                                              | Thomas Dolby     | 5:08     |  |
| 17. | «Cruel Summer»                                  | Sara Dallin, Siobhan Fahey, Steve Jolley, Tony Swain y Keren Woodward               | Bananarama       | 3:29     |  |
| 18. | «No One Is to Blame»                            | Howard Jones                                                                        | Howard Jones     | 4:11     |  |
| 19. | «You Keep Me Hangin' On»                        | Holland-Dozier-Holland                                                              | Kim Wilde        | 4:15     |  |
| 20. | «I Think We're Alone Now»                       | Ritchie Cordell                                                                     | Tiffany Darwish  | 3:47     |  |
| 21. | «Be My Lover»                                   | Melanie Thornton, Uli Brenner, Gerd Amir Saraf y Lane McCray                        | La Bouche        | 4:00     |  |

## Producción

### Desarrollo
Los personajes de Romy y Michele aparecieron por primera vez en la obra de teatro The Ladies Room de 1988, escrita por Robin Schiff. Schiff formó parte de la compañía cómica The Groundlings junto a Lisa Kudrow, quien protagonizó la obra como Michele junto a Christie Mellor como Romy. Schiff dijo que su inspiración para los personajes de Romy y Michele se basaban vagamente y visualmente en unas chicas que solía ver entrando en un club en Sunset Blvd, afirmando «veía a estas dos amigas, y parecía que se vestían juntas y llevaban diferentes versiones de la misma prenda».
The Ladies Room se adaptó posteriormente a un piloto de comedia titulado Just Temporary, con Kudrow y Mellor repitiendo sus papeles, pero el piloto no fue elegido. Por aquella época, los ejecutivos cinematográficos de Touchstone, filial de Disney, se toparon con la obra de Schiff mientras buscaban una versión femenina de Wayne's World. Al principio, Schiff se mostró reacia a adaptar la obra al cine, pensando que algunas escenas no encajarían bien. Después de que Schiff reflexionara sobre cómo sería si invitaran a Romy y Michele a su reunión de exalumnos del instituto, comenzó a trabajar en el guion, que desarrollaría durante los siguientes cinco años. La amistad de los personajes, en parte, se basó en la relación de Schiff con su mejor amiga expresando «un día estábamos atrapadas en un avión en la pista y empezamos a leer el catálogo de Sky Mall y a reírnos a carcajadas. Ese era el tipo de amiga con el que quieres pasar el rato; incluso atrapada en un avión en la pista, puedes divertirte».

### Casting
El ascenso de Kudrow a la fama gracias a la serie Friends contribuyó a que la película superara con éxito la fase de desarrollo. Toni Collette era una fuerte candidata para el papel de Romy e incluso se reunió con el director David Mirkin. El estudio le ofreció el papel a Mira Sorvino, quien en ese momento estaba a punto de ganar un Óscar a la Mejor Actriz de Reparto por la película Poderosa Afrodita. Mirkin dijo: «Definitivamente era una posibilidad remota, pero escuché que quería conocernos, así que almorzamos y supe al instante que podía hacerlo. Romy y Michele fueron concebidas como una alta y una baja, pero me encantó la idea de que Lisa y Mira interpretaran a esta poderosa pareja rubia idiota».

### Rodaje
El rodaje tuvo lugar entre abril y junio de 1996 en Los Ángeles. Las tomas exteriores de la escuela secundaria ficticia Sagebrush de Romy y Michele se filmaron en Santa Clarita. Se gastaron $240.000 del presupuesto de $20 millones de la película en asegurar los derechos de licencia para la canción «Time After Time» de Cyndi Lauper. Mona May, quien trabajó como diseñadora de vestuario para Clueless, proporcionó los atuendos de la película.
Touchstone inicialmente encontró que el corte final de la película de David Mirkin era demasiado peculiar y quería suavizar el tono, pero Mirkin insistió en mantener el tono más atrevido.

## Recepción

### Taquilla
La película se estrenó en el segundo puesto de la taquilla norteamericana, recaudando 7.4 millones de dólares en su primer fin de semana, quedando detrás de Volcano. La película recaudó un total de 29 millones de dólares en Norteamérica. En Estados Unidos, se estrenó en el mismo mes que Grosse Pointe Blank, otra película sobre una reunión de exalumnos de secundaria ambientada en los años 80 en la que Disney participó.

### Respuesta crítica
En Rotten Tomatoes, la película tiene un índice de aprobación del 75% basado en 64 reseñas, con una calificación promedio de 6.30/10. El consenso de la crítica del sitio web dice: «Romy y Michele tiene una premisa ligera, pero se ve reforzada por una gran dosis de sentimiento, un espíritu contagiosamente lúdico y la vibrante química entre Lisa Kudrow y Mira Sorvino». En Metacritic, la película tiene una puntuación promedio ponderada de 59 sobre 100, basada en 18 críticos, lo que indica «críticas mixtas o regulares». El público encuestado por CinemaScore le dio a la película una calificación promedio de «C» en una escala de A+ a F.
Roger Ebert le dio a la película tres de cuatro estrellas, declarando: «Romy y Michele, escrita por Robin Schiff (basada en su obra) y dirigida por David Mirkin, es una de las comedias más brillantes y tontas en mucho tiempo, una película que tiene una cuota de verdad, pero que no tiene miedo de soltarse con la coreografía más extraña que he visto fuera de un renacimiento de los años 60».
Janet Maslin, de The New York Times, escribió que la «color caramelo 'Romy y Michele' [es] alegre, divertida y vertiginosa» y elogió a las dos protagonistas femeninas, diciendo: «la Sra. Kudrow y la Sra. Sorvino forman un excelente equipo, elevando la ingenuidad a nuevos niveles de ingenio cómico». Jack Mathews, de Los Angeles Times, dijo: «bajo la interminable tontería de la película late un corazón real, y su tema de amistad leal sigue sosteniéndolo cada vez que las delgadas paredes de la historia parecen a punto de derrumbarse». Mathews también elogió las interpretaciones de Sorvino y Kudrow expresando: «Romy y Michelle son personajes caricaturescos, pero las actrices las hacen reales y enormemente simpáticas».

### Reconocimientos
La película fue nominada a un premio Satellite y a un premio MTV Movie Award.
| Año  | Premio                   | Categoría                                          | Nominados                                | Resultado | Ref.   |
| ---- | ------------------------ | -------------------------------------------------- | ---------------------------------------- | --------- | ------ |
| 1998 | Premios MTV Movie Awards | Premio MTV Movie a la mejor secuencia de baile     | Mira Sorvino, Lisa Kudrow y Alan Cumming | Nominados | [ 22 ] |
| 1998 | Premios Satellite        | Premio Satellite a la mejor actriz en una película | Lisa Kudrow                              | Nominada  | [ 23 ] |

## Medios domésticos
Romy y Michele se lanzó en DVD el 24 de agosto de 1999. También se reeditó como una edición especial en Blu-ray para el 15.º aniversario de la película en 2012.

## Legado
Aunque tuvo un éxito modesto en taquilla, la película fue ganando cada vez más seguidores de culto a través de videos domésticos y retransmisiones en televisión por cable desde su lanzamiento.
En 2005, Romy y Michele: In the Beginning, una película de televisión que sirve como la precuela, escrita y dirigida por Schiff, se estrenó en ABC Family. Ahí, Katherine Heigl interpreta a Romy y Alexandra Breckenridge interpreta a Michele.
Una adaptación musical se estrenó en el Teatro 5th Avenue de Seattle, Washington, en junio de 2017. El musical, dirigido por Kristin Hanggi (Rock of Ages de Broadway), está protagonizado por Cortney Wolfson y Stephanie Renee como Romy y Michele, respectivamente. Los compositores de Orange Is the New Black y Weeds, Gwendolyn Sanford y Brandon Jay, compusieron la música y la letra de las canciones originales, como «Business Woman Special», «10 Years», «I Invented Post-Its» y «Changing Lives One Outfit at a Time».
En 2022, Kudrow y Sorvino aparecieron como sus personajes para presentar el Premio al Mejor Reparto - Serie de Comedia del Sindicato de Actores de Cine de 2022.
En 2024, Sorvino declaró que ella y Kudrow estaban finalizando acuerdos para una posible secuela, con el regreso de la escritora Schiff.